# Альяварре
Альяварре (англ. Alyawarre), также известные как ильаура (англ. Iliaura), — коренной народ Северной территории Австралии.
Альяварре говорят на диалекте языка аранта.

## Расселение
Согласно Норману Тиндейл, в 1974 году альяварре занимали территорию в 46 000 км² возле реки Сандовер и Хартского горного хребта. На землях альяварре также находится метеорит Huckitta.
Общество Утопия также частично находится на территории альяварре. Поселение было основано в 1927 году в 250 км к северо-востоку от Алис-Спрингс и частично находится также на территории народа анматьерре.
Согласно исследователю К. Л. Яллопу, в 1969 году численность народа альяварре составляла 500—600 человек. Согласно его информации, они в основном проживали на плато Баркли, возле реки Джорджина.
В 1980 году альяварре подали заявку на получение права общественного пользования землёй вместе с народом вакая. В результате, 22 октября 1992 года в их пользование была возвращена территория площадью 2065 км².

## Известные представители
- Кэтлин Петярр[англ.], австралийская художница
- Розали Кунот-Монкс[англ.], австралийская актриса
- Минни Пверле[англ.], австралийская художница
- Элкин Райлли[англ.], австралийский футболист